# Предгорный (Краснодарский край)
Предго́рный — посёлок в Северском районе Краснодарского края России. Входит в состав Северского сельского поселения.
Согласно переписи населения 2010 года, в посёлке проживают 42 человека, из них 18 мужчин и 24 женщины.

## География
Посёлок находится в 27 км от Краснодара и в 8 км от районного центра — станицы Северской.
Ближайшая железнодорожная платформа — остановочный пункт 697 км — расположена в 2 км северо-западнее посёлка.
Улицы посёлка:
- ул. Возрождения
- ул. Солнечная
- ул. Строителей
- ул. Экспериментальная[4]

В посёлке имеется пруд с платной рыбалкой.

## Население
| 2002 | 2010 |
| ---- | ---- |
| 57   | ↘42  |

## Транспорт
Автомобильный и железнодорожный транспорт.